# Vikingarna (groupe)
Vikingarna est un groupe suédois de dansband, formé en 1957 et qui s'est séparé en 2004. C'est le groupe de dansband ayant vendu le plus de disques de tous les temps et souvent également considéré comme le meilleur dans ce genre musical. Le groupe a vendu au total plus de onze millions de disques.

## Histoire
Le groupe d'origine se forme en 1957 à Arvika sous le nom de The Vikings, mais ne deviendra vraiment populaire qu'après avoir changé son nom pour l'équivalent en suédois, Vikingarna, à partir de 1973. Après presque cinquante ans de carrière et une trentaine d'albums publiés, avec seulement deux membres d'origine à la fin, le groupe se sépare en 2004. C'est un des rares groupes scandinaves et chantant en suédois à s'être exporté à la fois en Allemagne, dans les pays d'Europe de l'Est et en URSS.

## Discographie

### Albums studio

#### Avec EMI/Odeon
- Det går som en dans 5 (1973)
- Här kommer Vikingarna (1974)

#### Avec Mariann Records
- Kramgoa låtar 1 (1975)
- Kramgoa låtar 2 (1975)
- Kramgoa låtar 3 (1976)
- "På världens tak" (1976) Ré-impression de l'album "Det går som en dans 5" de 1973.
- Kramgoa låtar 4 (1977)
- Kramgoa låtar 5 (1977)
- The Vikings Export (1978)
- Kramgoa låtar 6 (1978)
- Kramgoa låtar 7 - Djingis Khan (1979)
- Greatest Hits (1979)
- Vikingarnas julparty (1979)
- Kramgoa låtar 8 - Mot alla vindar (1980)
- Kramgoa låtar 9 - Hallå Västindien (1981)
- Kramgoa låtar 10 - Den stora dagen (1982)
- Kramgoa låtar 11 - Save Your Love (1983)
- Kramgoa låtar 12 - Albatross (1984)
- Kramgoa låtar 13 (1985)
- Julens sånger (1985)
- Kramgoa låtar 14 (1986)
- Kramgoa låtar 15 (1987)

#### Avec EMI/NMG
- Kramgoa låtar 16 (1988)
- Instrumental Hits 1 (1988)
- Kramgoa låtar 17 (1989)
- Kramgoa låtar 18 (1990)
- Kramgoa låtar 19 (1991)
- Gitarrgodingar (1991)
- Kramgoa låtar 20 (1992)
- Kramgoa låtar 1995 (1995)
- Kramgoa låtar 1997 (1997)
- Kramgoa låtar 1998 (1998)
- Kramgoa låtar 1999 (1999)
- Laulava sydän (1999)
- Kuschel dich in meine Arme/Vikinger (2000)
- Kramgoa låtar 2000 (2000)
- Kramgoa låtar 2001 (2001)
- Tanz mit mir/Vikinger (2001)
- Kramgoa låtar 2002 (2002)
- Romantica/Vikinger (2002)

### Albums live
- Den sista dansen (2008)

### Compilations
- Vikingarna Gold (1993)
- På begäran (1994)
- 100% Vikingarna (2000)
- Vore danske favoriter (2000)
- Best of Vikinger (2003)
- 100% guldfavoriter (2003)
- Bästa kramgoa låtarna (2004)
- Bästa (2006)
- Danske hits (2006)
- Bästa kramgoa låtarna 2 (2007)